# Тайны летнего домика
«Тайны летнего домика» (англ. Secrets of the Summer House) — американо-канадский мистический триллер 2008 года.

## Сюжет
После загадочной смерти отца, Джорджа Уикершема III, семейное поместье и летний дом на острове переходят его сыну — Джорджу Уикершему IV-му и его молодой жене, Ники. Новый хозяин собирается как можно скорее продать дом, чтобы избавиться от семейного проклятия — все мужчины-члены семьи Уикершем умирали скоропостижно и неестественно. Теперь очередь следующего… И он едва не погибает.
Чтобы снять проклятие, жена Джорджа должна разгадать тайны летнего домика и его хозяина…

## В ролях
- Уолтер Мэйсси (англ.[англ.]) — Джордж Уикершем III
- Линдсэй Прайс — Ники Уикершем
- Дэвид Хайдн-Джонс — Джордж Уикершем IV
- Сьюзан Бэйн — Селия Калверт
- Сэйди ЛеБлан — Марджи
- Джеймс Брэдфорд — Мистер Тринкл
- Мача Гренон — Профессор Джилл Эмброуз
- Иветт Харпер Пулиотт — Доктор Эллис Бёрк
- Гордон Мастен — Профессор Шокли
- Дэвид Гоу(англ.[англ.]) — Шериф Линди
- Фрэнк Скорпионс — Джебидайя Уикершем
- Иан Финлэй — Дарренс Петерс
- Николь Джонс — Киммика
- Найалл Мэйттер — Питер Хьюс
- Эмма Стивенс